# Граф Ранфёрли

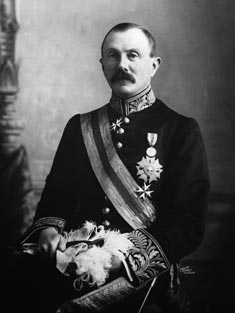
Юктер Нокс, 5-й граф Ранфёрли (1856—1933)

Граф Ранфёрли из Данганнона (графство Тирон) (англ. Earl of Ranfurly) — наследственный титул в системе Пэрства Ирландии.

## История
Титул был создан 14 сентября 1831 года для Томаса Нокса, 2-го виконта Нортленда (1754—1840). Ранее он представлял графство Тирон в Палате общин. В 1826 году он получил титул барона Ранфёрли в графстве Ренфру (пэрство Соединённого королевства). Томас Нокс был старшим сыном Томаса Нокса, который представлял Данганнон в Ирландской палате общин. Он получил титулы барона Уэллса из Данганнона в графстве Тирон (1781) и виконта Нортленда из Данганнона в графстве Тирон (1791). Оба титулы входили в пэрство Ирландии. Лорд Нортленд также заседал в Палате лордов Великобритании, будучи одним из 28-ми ирландских представительных пэров.
В 1840 году Томасу Ноксу, 1-му графу, наследовал его сын, Томас Нокс, 2-й граф Ранфёрли (1786—1858). Он заседал в Палате общин от графства Тирон и Данганнона. Его сын, Томас Нокс, 3-й граф Ранфёрли (1816—1858), также представлял Данганнон в парламенте. После его ранней смерти в 1858 году титулы унаследовал его восьмилетний сын, Томас Гренвиль Генри Нокс, 4-й граф Ранфёрли (1849—1875). Он также скончался молодым, а его преемником стал младший брат, Юктер Нокс, 5-й граф Ранфёрли (1856—1933). Он занимал должность лорда-в-ожидании (1895—1897) в третьем консервативном правительстве лорда Солсбери и был губернатором Новой Зеландии (1897—1904).
Его внук, 6-й граф Ранфёрли, известный как Дэн Ранфёрли (1913—1988), прославился своими подвигами во время Второй мировой войне, а также занимал пост губернатора Багамских островов (1953—1956). Его жена Гермиона (1913—2001) оставила воспоминания о своей жизни и жизни мужа во время Второй мировой войны. 6-й граф запомнился организацией библиотечного обслуживания, создав организацию «Book Aid International». У них родилась одна дочь Леди Кэролайн Нокс (1948), но не было сыновей. В 1988 году ему наследовал дальний родственник Джеральд Нокс, 7-й граф Ранфёрли (1929—2018). Он является потомком Джона Нокса, третьего сына 1-го графа Ранфёрли. 
На 2024 год носителем титула является Эдвард Джон Нокс, 8-й граф Ранфёрли (род. 1957), сын 7-го графа.
Уильям Нокс (1826—1900), младший сын 2-го графа Ранфёрли, был депутатом Палаты общин Великобритании от Данганнона (1851—1874).
Фамильная резиденция графов Ранфёрли — Малтингс Чейз, возле деревни Нэйлэнд в графстве Суффолк.

## Виконты Нортленд (1791)
- 1791—1818: Томас Нокс, 1-й виконт Нортленд (20 апреля 1729 — 5 ноября 1818), сын Томаса Нокса (ум. 1769) и Хестер Эчлин (ум. 1766);
- 1818—1840: Томас Нокс, 2-й виконт Нортленд (5 августа 1754 — 26 апреля 1840), старший сын предыдущего, граф Ранфёрли с 1831 года.

## Графы Ранфёрли (1831)
- 1831—1840: Томас Нокс, 1-й граф Ранфёрли (5 августа 1754 — 26 апреля 1840), старший сын 1-го виконта Нортленда и Энн Визи (ум. 1803);
- 1840—1858: Томас Нокс, 2-й граф Ранфёрли (19 апреля 1786 — 21 марта 1858), старший сын предыдущего;
- 1858—1858: Томас Нокс, 3-й граф Ранфёрли (13 ноября 1816 — 20 мая 1858), старший сын предыдущего;
- 1858—1875: Томас Гренвиль Стюарт Генри Нокс, 4-й граф Ранфёрли (28 июля 1849 — 10 мая 1875), старший сын 3-го графа Ранфёрли;
- 1875—1933: Юктер Джон Марк Нокс, 5-й граф Ранфёрли (14 августа 1856 — 1 октября 1933), младший сын 3-го графа Ранфёрли;
- 1933—1988: Томас Дэниел Нокс, 6-й граф Ранфёрли (29 мая 1914 — 6 ноября 1988), старший сын Томаса Ухтера Нокса, виконта Нортленда (1882—1915) и внук 5-го графа Ранфёрли;
- 1988—2018: Джеральд Франсуа Нидхэм Нокс, 7-й граф Ранфёрли (4 января 1929 — 4 декабря 2018), старший сын кэптена Королевских ВМС Джона Нидхэма Нокса (1890—1967)[1] — правнука Джона Генри Нокса (1788—1872), третьего сына 1-го графа Ранфёрли;
- 2018 — настоящее время: Эдвард Джон Нокс, 8-й граф Ранфёрли (род. 21 мая 1957), старший сын предыдущего;
  - Наследник: Адам Генри Нокс, виконт Нортленд (род. 7 декабря 1994), единственный сын предыдущего.